# Саенс Льоренте, Андрес
Андре́с Са́енс Льоре́нте (исп. Andrés Sáenz Llorente; 30 ноября 1826 — 14 марта 1911) — коста-риканский врач и политик. Он был сыном Франсиско Хавьера Саенса-и-Уллоа, одного из подписантов декларации независимости от 29 октября 1821 года, и Маргариты Льоренте-и-Лафуэнте, сестры епископа Коста-Рики Ансельмо Льоренте-и-Лафуэнте. Среди его братьев был Висенте Саенс Льоренте, председатель Верховного суда Коста-Рики. Андрес Саенс Льоренте вступил в брак с Мерседес Сандоваль-и-Перес.
Он изучал медицину в Университете Сан-Карлос в Гватемале и получил степень доктора медицины и хирургии 30 августа 1851 года.
После возвращения в Коста-Рику, Саенс Льоренте посвятил себя профессиональной деятельности. Он служил военным врачом в армии Коста-Рики во время войны против флибустьеров под руководством Уильяма Уокера и оказал заметные услуги в битве при Ривасе в апреле 1856 года.
Саенс Льоренте также принимал участие в политической жизни. Он представлял провинцию Картаго на учредительном собрании в 1859 году и провинцию Сан-Хосе в 1871 году, а также был запасным в 1880 году. Он был избран в качестве представителя от Картаго дважды (1860—1863 и 1866—1868) и в качестве депутата от Сан-Хосе шесть раз (1876, 1884—1888, 1888—1892, 1894—1896, 1896—1900 и 1900—1904). Десять раз он возглавлял Постоянную комиссию Конституционного конгресса (1886—1887, 1887—1888, 1888—1889, 1889—1890, 1894—1895, 1895—1896, 1896—1897, 1898—1899, 1899—1900 и 1900—1901 годах).